# Gnoma sublaevifrons
Gnoma sublaevifrons är en skalbaggsart som beskrevs av Schwarzer 1926. Gnoma sublaevifrons ingår i släktet Gnoma och familjen långhorningar. Inga underarter finns listade i Catalogue of Life.